# Gamla kära tuffa tuff-tuff-tåget
Gamla kära tuffa tuff-tuff-tåget är en sång skriven av Bert Månson, och ursprungligen inspelad av Ingmar Nordströms på albumet Saxparty 1 1974. Sångtexten skildrar minnen från tågresande under en tid då ånglok fortfarande förekom ute på järnvägarna.
1975 spelades den in av bland andra Tre blå & en gul, Cool Candys och Flamingokvintetten på albumen Mera blåtiror, Cool candys go'bitar 6 och 6:an. Cool Candys släppte den 1975 även på singel, med Hej då ha de' så bra som B-sida.
1976 spelades den in av Ole dole doff på albumet Kavalkad 1. och 1978 av Sven-Eric Gissbol på albumet Bugg shake & kramisar.
Larz-Kristerz spelade in sången på albumet Stuffparty 2 2004. Som ett dolt bonusspår finns även en reggaeversion av låten .
I november 2008 gjorde Framåt fredag en version vid namn Fredagskvällen räddas av På spåret.